# Stagioni dei Baltimore Ravens
Questa è la lista delle stagioni sportive dei Baltimore Ravens nella National Football League che documenta i risultati stagione per stagione dal 1996 ad oggi, compresi i risultati nei play-off.

## Risultati stagione per stagione
| Cronistoria dei Baltimore Ravens | Cronistoria dei Baltimore Ravens | Cronistoria dei Baltimore Ravens | Cronistoria dei Baltimore Ravens | Cronistoria dei Baltimore Ravens | Cronistoria dei Baltimore Ravens | Cronistoria dei Baltimore Ravens | Cronistoria dei Baltimore Ravens | Cronistoria dei Baltimore Ravens | Cronistoria dei Baltimore Ravens | Cronistoria dei Baltimore Ravens |                              |
| Stagione di lega                 | Stagione di squadra              | Lega                             | Conference                       | Division                         | Stagione regolare                | Stagione regolare                | Stagione regolare                | Stagione regolare                | Play-off | Premi individuali                |                              |
| Stagione di lega                 | Stagione di squadra              | Lega                             | Conference                       | Division                         | Pos.                             | V                                | S                                | P                                | Play-off | Premi individuali                |                              |
| -------------------------------- | -------------------------------- | -------------------------------- | -------------------------------- | -------------------------------- | -------------------------------- | -------------------------------- | -------------------------------- | -------------------------------- | --- | -------------------------------- | ---------------------------- |
| 1996                             | 1996                             | NFL                              | AFC                              | Central                          | 5                                | 4                                | 12                               | 0                                | non disputati | Inseriti nella AFC Central       |                              |
| 1997                             | 1997                             | NFL                              | AFC                              | Central                          | 5                                | 6                                | 9                                | 1                                | non disputati |                                  |                              |
| 1998                             | 1998                             | NFL                              | AFC                              | Central                          | 4                                | 6                                | 10                               | 0                                | non disputati |                                  |                              |
| 1999                             | 1999                             | NFL                              | AFC                              | Central                          | 3                                | 8                                | 8                                | 0                                | non disputati |                                  |                              |
| 2000                             | 2000                             | NFL                              | AFC                              | Central                          | 2                                | 12                               | 4                                | 0                                | V Wild Card Game contro i Denver Broncos (21-3) V Divisional play-off contro i Tennessee Titans (24-10) V AFC Championship contro gli Oakland Raiders (16-3) V Super Bowl XXXV contro i New York Giants (34-7)               |                                  |                              |
| 2001                             | 2001                             | NFL                              | AFC                              | Central                          | 2                                | 10                               | 6                                | 0                                | V Wild Card Game contro i Miami Dolphins (20-3) S Divisional play-off contro i Pittsburgh Steelers (10-27) |                                  |                              |
| 2002                             | 2002                             | NFL                              | AFC                              | North                            | 3                                | 7                                | 9                                | 0                                | non disputati | Inseriti nella AFC North         |                              |
| 2003                             | 2003                             | NFL                              | AFC                              | North                            | 1                                | 10                               | 6                                | 0                                | S Wild Card Game contro i Tennessee Titans (17-20) |                                  |                              |
| 2004                             | 2004                             | NFL                              | AFC                              | North                            | 2                                | 9                                | 7                                | 0                                | non disputati |                                  |                              |
| 2005                             | 2005                             | NFL                              | AFC                              | North                            | 3                                | 6                                | 10                               | 0                                | non disputati |                                  |                              |
| 2006                             | 2006                             | NFL                              | AFC                              | North                            | 1                                | 13                               | 3                                | 0                                | S Divisional play-off contro gli Indianapolis Colts (6-15) |                                  |                              |
| 2007                             | 2007                             | NFL                              | AFC                              | North                            | 4                                | 5                                | 11                               | 0                                | non disputati |                                  |                              |
| 2008                             | 2008                             | NFL                              | AFC                              | North                            | 2                                | 11                               | 5                                | 0                                | V Wild Card Game contro i Miami Dolphins (29-7) V Divisional play-off contro i Tennessee Titans (13-10) S AFC Championship contro i Pittsburgh Steelers (14-23)                                                              |                                  |                              |
| 2009                             | 2009                             | NFL                              | AFC                              | North                            | 2                                | 9                                | 7                                | 0                                | V Wild Card Game contro i New England Patriots (33-14) S Divisional play-off contro gli Indianapolis Colts (3-20) |                                  |                              |
| 2010                             | 2010                             | NFL                              | AFC                              | North                            | 2                                | 12                               | 4                                | 0                                | V Wild Card Game contro i Kansas City Chiefs (30-7) S Divisional play-off contro i Pittsburgh Steelers (24-31) |                                  |                              |
| 2011                             | 2011                             | NFL                              | AFC                              | North                            | 1                                | 12                               | 4                                | 0                                | V Divisional play-off contro gli Houston Texans (20-13) S AFC Championship contro i New England Patriots (20-23) |                                  |                              |
| 2012                             | 2012                             | NFL                              | AFC                              | North                            | 1                                | 10                               | 6                                | 0                                | V Wild Card Game contro gli Indianapolis Colts (9-24) V Divisional play-off contro i Denver Broncos (38-35) V AFC Championship contro i New England Patriots (28-13) V Super Bowl XLVII contro i San Francisco 49ers (34-31) |                                  |                              |
| 2013                             | 2013                             | NFL                              | AFC                              | North                            | 3                                | 8                                | 8                                | 0                                | non disputati |                                  |                              |
| 2014                             | 2014                             | NFL                              | AFC                              | North                            | 3                                | 10                               | 6                                | 0                                | V Divisional play-off contro i Pittsburgh Steelers (30-17) S AFC Championship contro i New England Patriots (31-35) |                                  |                              |
| 2015                             | 2015                             | NFL                              | AFC                              | North                            | 3                                | 5                                | 11                               | 0                                | non disputati |                                  |                              |
| 2016                             | 2016                             | NFL                              | AFC                              | North                            | 2                                | 8                                | 8                                | 0                                | non disputati |                                  |                              |
| 2017                             | 2017                             | NFL                              | AFC                              | North                            | 2                                | 9                                | 7                                | 0                                | non disputati |                                  |                              |
| 2018                             | 2018                             | NFL                              | AFC                              | North                            | 1                                | 10                               | 6                                | 0                                | S Wild Card Game contro i Los Angeles Chargers (17-23) |                                  |                              |
| 2019                             | 2019                             | NFL                              | AFC                              | North                            | 1                                | 14                               | 2                                | 0                                | S Wild Card Game contro i Tennessee Titans (12-28) |                                  |                              |
| Totale                           | Totale                           | Totale                           | Totale                           | Totale                           | Totale                           | 204                              | 163                              | 1                                | Record di stagione regolare | Record di stagione regolare      | Record di stagione regolare  |
| Totale                           | Totale                           | Totale                           | Totale                           | Totale                           | Totale                           | 15                               | 9                                |                                  | Record dei play-off | Record dei play-off              | Record dei play-off          |
| Totale                           | Totale                           | Totale                           | Totale                           | Totale                           | Totale                           | 219                              | 172                              | 1                                | Stagione regolare e play-off | Stagione regolare e play-off     | Stagione regolare e play-off |

Legenda
- Vittoria nel Super Bowl (dal 1966)
- Vittoria nella lega (1920-1969)
- Vittoria nella Conference

- Vittoria nella Division
- Qualificazione al Wild Card Game (dal 1978)
- V = Vittorie

- S = Sconfitte
- P = Pareggi
- T = Posizione a pari merito